# 앤서니 데니슨
앤서니 데니슨(Anthony Denison, 1949년 9월 20일 ~ )은 미국의 배우이다.